# Пасколи, Лионе
Лионе Пасколи, Лео Пасколи (итал. Lione Pascoli; 3 мая 1674, Перуджа — 30 июля 1744, Рим) — итальянский писатель, историк искусства и коллекционер произведений искусства, учёный-экономист.

## Биография
Лионе родился в Перудже 3 мая 1674 года в семье Джандоменико и Марии Ипполиты Мариоттини, принадлежавших к «почётным семьям Перуджи» (onorate famiglie perugine). Из многочисленного потомства, семнадцати братьев, пятеро из которых умерли преждевременно, Лион был четвёртым, помимо Селсо, Джован Баттисты (нотариуса Перуджи), умершего в 1735 году, и Алессандро Пасколи (1669—1757), будущего медика и философа. Направленный учиться в гимназию Перуджи, он был «привлечён родителями к рисованию и другим остроумным гражданским развлечениям». При этом посещал мастерскую живописца Пьетро Монтанини. После завершения учебы в Перудже он в 1690 году переехал в Рим, где в течение шести лет посещал Римский колледж (Collegio Romano), получив диплом по каноническому и гражданскому праву.
В начале нового века, получив должность секретаря Священного католического трибунала «Сакра Рота» (tribunale della Sacra Rota) в Ватикане, он поддерживал отношения с членами Курии, в частности с кардиналом Филиппо Антонио Гуальтиери, легатом Романьи, герцогом Джованни Франческо Пачеко Теллес (послом испанского двора при Святом Престоле). Выполнял важные поручения в Равенне. В последующие несколько лет, как написано в его «Воспоминаниях», Лионе был во Флоренции, где его приветствовали члены Академии делла Круска, и о пребывании в Перудже, откуда он приехал в Рим с идеей поселиться там, открыв собственную юридическую контору. Но этот проект был прерван в 1709 году, когда Лионе разоблачили в тайных связях с испанским послом и в дипломатических заговорах в связи с войной за испанское наследство.
Лионе Пасколи построил свою деятельность учёного, разделив свои интересы между историографией искусства и политической экономией. Подобно Дж. Вазари и Карелу ван Мандеру, он составил «Жизнеописания современных живописцев, скульпторов и архитекторов» (Vite de pittori, scultori ed architetti moderni), опубликованные в Риме в 1730 году, оставив нам важный источник знаний о творцах позднего римского барокко.
За свою жизнь Лионе написал значительное число научных работ, в первую очередь по экономике, а также биографии различных деятелей искусства. Как учёный-экономист выступал за отмену внутренних пошлин и облегчение экспорта сельскохозяйственной продукции, но вместе с тем за запрет экспорта сырья и импорта промышленных товаров; его взгляды представляли собой синтез протекционизма и меркантилизма. Его «Политическое завещание флорентийского академика» (анонимный издатель, 1733) можно назвать трактатом о социальной политике с особым вниманием к экономическим условиям папского государства. Его предложения предвещали финансовые реформы, предпринятые позже Пием VI и проведенные в Тоскане Пьетро Леопольдо.
Пасколи известен в истории культуры как коллекционер живописи. Он составил значительную коллекцию картин из более чем трёхсот работ, в основном натюрмортов, батальной живописи и произведений римских художников бытового жанра по прозванию бамбоччанти. Позднее эта коллекция была рассеяна. Небольшая часть, включающая около сорока картин, хранится в Муниципальной художественной галерее Деруты.

## Основные научные работы
- Жизнеописания современных живописцев, скульпторов и архитекторов (Vite de pittori, scultori ed architetti moderni. Roma, 1730)
- Жизнеописания живописцев, скульпторов и архитекторов Перуджии (Vite de pittori, scultori, ed architetti Perugini. Roma, 1732)
- Политическое завещание, в котором излагаются различные проекты по установлению регулируемой торговли в государстве Церкви (Testamento politico in cui si fanno diversi progetti per istabelire un regulatо commercio nello stato della Chiesa, 1733)
- Судоходная Река Тибр и навигация (Il Tevere Navigato, e Navigabile. Roma, 1740)
- Воспоминания о жизни Лиона и Алессандро Пасколи, извлечённые Аннибале Мариотти в этот день, 18 октября 1778 года (Memorie per servire alla vita di Lione ed Alessandro Pascoli estratte da Annibale Mariotti questo dì 18 оbre 1778)